# Nuttapon Sukchai
Nuttapon Sukchai (thailändisch นายณัฐพล  สุขไชย, * 10. September 1992 in Yasothon) ist ein thailändischer Fußballspieler.

## Karriere
Nuttapon Sukchai stand von 2015 bis 2018 beim Erstligisten Bangkok Glass, dem heutigen BG Pathum United FC, unter Vertrag.  Von Mitte 2016 bis Ende 2017 wurde er an den Zweitligisten Chiangmai FC nach Chiangmai ausgeliehen. 2018 wechselte er ebenfalls auf Leihbasis zu dem ebenfalls in der Thai League 2 spielenden Sisaket FC nach Sisaket. 2018 musste BG den Weg in die Zweitklassigkeit antreten. Er verließ nach Vertragsende den Club und schloss sich den ebenfalls in die zweite Liga abgestiegenen Police Tero FC an. Mit dem Bangkoker Club wurde er 2019 Vizemeister und stieg direkt wieder in die erste Liga auf. Nach insgesamt 52 Ligaspielen wurde sein Vertrag im Sommer 2023 nicht verlängert.

## Erfolge
Police Tero FC
- Thailändischer Zweitligavizemeister: 2019  ▲